# WiiConnect24
WiiConnect24 fue un servicio en línea ofrecido por Nintendo para la consola Wii. El servicio fue presentado en el E3 de 2006, lanzado en otoño de ese mismo año y cerrado el 28 de julio de 2013.
En 2015, un servicio hecho por fanes llamado RiiConnect24 fue creado para reemplazar al extinto servicio WiiConnect24, a través de una instalación de archivos parcheados mediante homebrew (por ejemplo: WAD Manager)  y una conexión a un servidor DNS específico, se puede conectar al servicio, el servicio ofrece acceso en línea para los canales Wii lanzados en Europa y América y ofrece total funcionalidad para los canales Noticias, Tiempo, Miirame, entre otros.

## Funcionamiento
El servicio WiiConnect24 permitía al usuario recibir noticias, pronósticos del tiempo, mensajes publicados y enviados al tablón de mensajes Wii, o cualquier mensaje enviado por Nintendo acerca de nuevas funciones de la consola. En su momento se disponía, entre otros, de los siguientes canales:
1. Canal Tiempo, soportado por Weathernews Inc., con imágenes del globo terráqueo de la NASA.
2. Canal Noticias, con noticias dadas por la agencia de noticias Associated Press News, con imágenes del globo terráqueo de la NASA.
3. Canal Opiniones.
4. Canal Nintendo.
5. Mii Contest Channel (en español: Canal Miirame en América y Canal Concursos Mii en regiones PAL).
6. Intercambio de datos entre amigos Wii

También era posible enviar cupones de regalo a través de internet a cualquier amigo registrado, o enviar fotos por medio del canal de fotos y enlaces a través del canal de internet.
Para funcionar era necesario disponer de una conexión a Internet. La consola podía recibir y transmitir datos en segundo plano o incluso en stand-by, situación que era indicada mediante la ranura de discos ópticos de la Wii, que se iluminaba en color azul.

## WiiConnect24 y Conexión Wi-Fi
No debe confundirse WiiConnect24 con el servicio Conexión Wi-Fi de Nintendo, que se utilizaba para proporcionar juego en línea, que siguió activo durante un periodo mayor, hasta el 20 de mayo de 2014 el cual luego fue descontinuado.